# Филмор (Калифорнија)
Филмор (енгл. Fillmore) град је у америчкој савезној држави Калифорнија. По попису становништва из 2010. у њему је живело 15.002 становника.

## Демографија
Према попису становништва из 2010. у граду је живело 15.002 становника, што је 1.359 (10,0%) становника више него 2000. године.
| Група             | 2000.         | 2010.          |
| Белци             | 4.178 (30,6%) | 3.400 (22,7%)  |
| Афроамериканци    | 44 (0,3%)     | 75 (0,5%)      |
| Азијати           | 132 (1,0%)    | 155 (1,0%)     |
| Хиспаноамериканци | 9.090 (66,6%) | 11.212 (74,7%) |
| Укупно            | 13.643        | 15.002         |